# Henry Bauchet
Joseph-Gustave-Henry Bauchet (Frévent, 1879 — Rethel, 1970) foi um fabricante de automóveis francês.

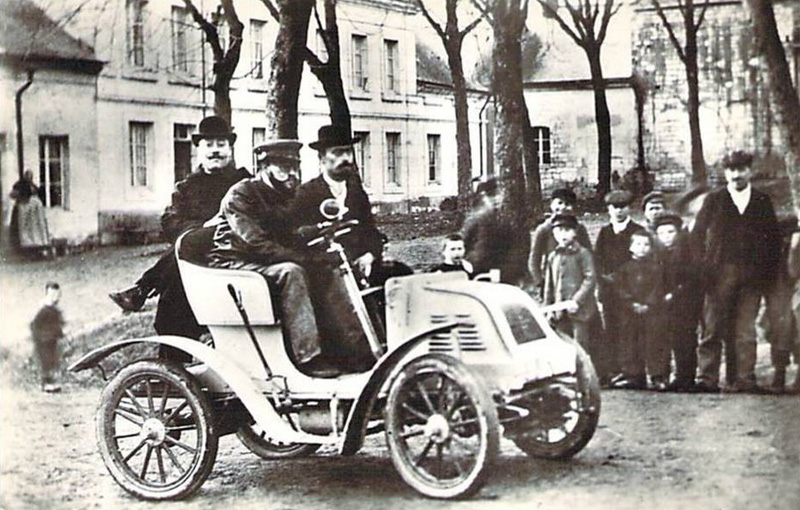
Henry Bauchet ao volante de sua viatura 5CV Lessieux-Bauchet, Rethel, Ardenas, França, 1900